# Jean Xhenceval
Jean Xhenceval (Comblain-au-Pont, 6 febbraio 1945) è un pilota automobilistico belga.

## Biografia

### Carriera sportiva
Xhenceval ha corso principalmente negli anni 70 nelle categorie turismo. Nel 1976 ha vinto il Campionato Europeo Turismo. Nel 1974 e 1975, ha ottenuto la vittoria di classe nella 24 ore di Spa-Francorchamps su una BMW 3.0 CSL. Nel Campionato Europeo Turismo del 1977 e del 1979 è arrivato terzo.